# Reciprocal Recording
Reciprocal Recordings byl název nahrávacího studia v Seattlu v americkém státě Washington. Bylo založeno v roce 1984 a v devadesátých letech zaniklo. Jeho zakladateli byli Chris Hanzsek a Tina Casale.
Studio Reciprocal Recordings se specializovalo výhradně na grungeovou hudbu. Právě zde vzniklo album Bleach od Nirvany nebo debutové album Soundgarden s názvem Screaming Life. Z dalších kapel, které lze nahrávaly lze jmenovat např. Green River.